# Søren Tengstedt
Søren Tengstedt, né le 30 juin 2000 à Nibe au Danemark, est un footballeur danois qui évolue au poste d'avant-centre au Go Ahead Eagles.

## Biographie

### En club
Né à Nibe au Danemark, Søren Tengstedt commence le football dans le club de sa ville natale, le Nibe Boldklub. Après un passage d'une saison à l'Aalborg Freja il poursuit sa formation à l'Aalborg BK, qu'il rejoint en 2012. En juin 2019 il est promu en équipe première. C'est avec ce club qu'il commence sa carrière professionnelle, il joue son premier match lors d'une rencontre de Superligaen le 22 septembre 2019 face au FC Nordsjælland. Il entre en jeu à la place de Mikkel Kaufmann et son équipe s'incline (2-1). Il inscrit son premier but en professionnel contre l'Esbjerg fB, en championnat. Son but marqué après son entrée en jeu permet aux siens d'égaliser (1-1 score final). 
Tengstedt participe à la finale de la coupe du Danemark en 2020. Il entre en jeu à la place de Lucas Andersen lors de cette rencontre face à SønderjyskE, qui a lieu le 1er juillet 2020 à la Blue Water Arena. Son équipe s'incline par deux buts à zéro,.
Le 16 juillet 2020, Tengstedt rejoint l'AGF Aarhus, où il signe un contrat de quatre ans.
Le 31 août 2021, lors du dernier jour du mercato estival, Søren Tengstedt s'engage en faveur du Silkeborg IF.
Tengstedt réalise son premier doublé en professionnel le 9 novembre 2022, lors d'une rencontre de coupe du Danemark face au Randers FC. Entré en jeu à la place de Kasper Kusk alors que le score est de un partout, il permet à son équipe de s'imposer (1-3 score final).
Le 27 janvier 2024, lors du mercato hivernal, Søren Tengstedt rejoint Go Ahead Eagles, aux Pays-Bas. Il signe un contrat courant jusqu'en juin 2027 avec une année supplémentaire en option.
Tengstedt marque son premier but pour Go Ahead Eagles le 1 août 2024, à l'occasion d'une rencontre qualificative pour la phase de groupe de la Ligue Conférence 2024-2025 face au SK Brann. Son équipe est battue malgré son but (2-1 score final).

### En sélection
Le 12 janvier 2020, Søren Tengstedt joue son premier match avec l'équipe du Danemark espoirs contre la Slovaquie. Il entre en jeu à la place de Jeppe Okkels et son équipe s'impose par trois buts à un.

## Palmarès
Aalborg BK
- Coupe du Danemark :
  - Finaliste : 2019-20.